# Santa Maria (Cabo Verde)

Santa Maria es una ciudad caboverdiana del municipio de Sal. La ciudad es uno de los principales focos turísticos del país, contribuyendo significativamente en el crecimiento y desarrollo del archipiélago. Además, cuenta con el mayor número de hoteles al situarse cerca de una de las mejores playas de la isla. 

## Historia
El pueblo de Santa María fue fundada en 1835 por el portugués Manuel António Martins, que comenzó la extracción y comercialización de la sal. casas prefabricadas importadas de los Estados Unidos de América, en el cual interpone trajo familias de Boavista. esclavos importados comprados en la costa de África para trabajar en las minas de sal. Retiramos el aluvión que cubre el suelo firme sobre el que construyó el mar, bombas eólicas instaladas para alimentarlos, se convirtió en una línea de ferrocarril para tomar la sal del mar hasta el punto de embarque, construyó un puente y barcos, construcción, así, salineiro ensamblaje eficiente. Él buscó y encontró compradores que, durante décadas, llevaron Santa María de treinta mil toneladas por año. El talento de diseño y, Martins se unió el know how para vender su producto. Se entrega por completo a Cabo Verde y la Isla de Sal, donde murió y fue enterrado en el año 1845, en el cementerio de Santa María.
Durante el siglo XIX, la sal comprador casi por sí solo fue Brasil, que, después de haber instalado marina en su territorio, decidió proteger su producción mediante la imposición de derechos de aduana a la sal importada. Desde el año 1887, era casi imposible vender la sal a Brasil, arruinando el negocio de la exploración de las Salinas de Santa María. La isla se hundió en una profunda crisis que duró hasta el año 1920, cuando la Compañía del Desarrollo Cabo Verde, la capital portuguesa, y la Compañía Salins du Cap Vert, la capital francesa, se instaló en la isla. En ese interregno de más de treinta años, la isla se reunió dos vanas esperanzas: la primera fue la asociación de los trabajadores que conducen salinas de Santa María con una empresa francesa fundada para este propósito, la sal Societé Salines "SSS", que construyó en Santa María a gran fábrica de acuerdo a las técnicas más avanzadas, impulsados por un motor de cien caballos de vapor y sesenta con un horno rotatorio para secar los molinos de sal, ascensores y empacadores. Pero la sal de Santa María, la forma en que se hizo, contenía un exceso de magnesio, lo que lo convierte en piedra después de embolsado. Formado en la empresa 1903a irían a la bancarrota en 1907 sin haber sido puesto en los procesos de fabricación lugar que eliminan magnesio. Hubo una asociación con una empresa alemana, que se extinguió en 1914. El pueblo de Santa María salía de la isla, que eran, como se podría haber vivido con el producto de sus escasos rebaños y los pescados salados y enviados a las otras islas y Santo Tomé.
El 20 de abril de 1935 Santa Maria fue elevada a la categoría de villa, en la actualidad está catalogada como ciudad.

## Organización territorial
La ciudad abarca los lugares y barrios de:
- Algodoeiro (rural)
- Entrada de Santa Maria
- Lomba Branca
- Praia António Sousa
- Santa Maria - Centro
- Tanquinho Norte
- Tanquinho Sul
- Zona de hoteis
- Zona Norte

## Demografía
Además de las personas de origen caboverdiano que constituyen la mayoría de la población, la ciudad tiene una comunidad apreciable de senegaleses, así como pequeñas comunidades de portugueses e italianos, que han ido creciendo.
Gráfica demográfica de la ciudad de Santa Maria:
| Gráfica de evolución demográfica de Santa Maria entre 1990 y 2021 |
|                                                                   |

## Turismo
Santa María se encuentra junto a una playa de arena, a lo largo de la cual son varias playas. En algunos lugares, arena y rocas tonos más oscuros se mezclan. En la mayor parte de la longitud de la playa, la arena blanca domina el paisaje, sin la presencia de rocas. El mar que acompaña a las playas es un tinte de color azul claro y clara.

## Urbanismo

### Estructura urbana
La forma de la ciudad es una retícula rectangular paralela a la línea de costa.

### Principales calles y plazas
El centro neurálgico de la ciudad es la plaza de Marcelo Leitão, dónde se concentra la zona más importante de ocio. Otra de las vías importantes es la Avenida de los Hoteles, que es un bulevar moderno que da acceso a los complejos hoteleros de la ciudad.

## Patrimonio cultural inmaterial

### Festividades
El 23 de agosto es el festival de Santa Maria.

## Deporte

### Entidades deportivas
El Sport Clube Santa Maria es una entidad deportiva que tiene secciones de fútbol y balonmano.

### Eventos deportivos
En el año 2019 se va a celebrar en la ciudad los primeros juegos africanos de deportes de playa.